# Paisaje con Santa María de Cervelló
Paisaje con Santa María de Cervelló es un cuadro realizado por el pintor francés del Barroco Claudio de Lorena. Mide 162 cm de alto y 241 cm de ancho, y está pintado al óleo sobre lienzo. Fue pintado en 1637 para el palacio del Buen Retiro por encargo de Felipe IV de España. Actualmente se encuentra en el Museo del Prado, en Madrid.

## Historia

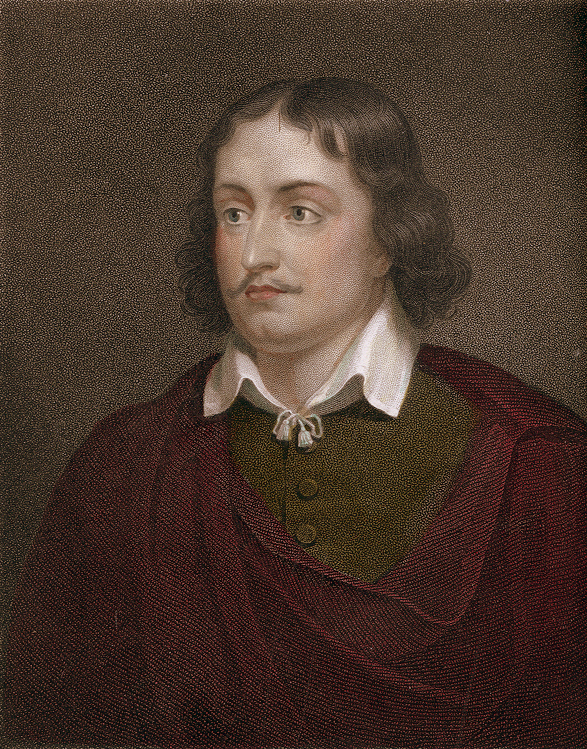
Claudio de Lorena

Claudio de Lorena fue un pintor francés establecido en Italia. Perteneciente al período del arte Barroco, se enmarca en la corriente denominada clasicismo, dentro del cual destacó en la pintura de paisaje. En su obra reflejó un nuevo concepto en la elaboración del paisaje basándose en referentes clásicos —el denominado «paisaje ideal»—, que evidencia una concepción ideal de la naturaleza y del propio mundo interior del artista. Esta forma de tratar el paisaje le otorga un carácter más elaborado e intelectual y se convierte en el principal objeto de la creación del artista, la plasmación de su concepción del mundo, el intérprete de su poesía, que es evocadora de un espacio ideal, perfecto.
En 1635 Lorena recibió un encargo de Felipe IV para el palacio del Buen Retiro en Madrid, para decorar la Galería de Paisajes, junto a obras de artistas coetáneos como Nicolas Poussin, Herman van Swanevelt, Jan Both, Gaspard Dughet y Jean Lemaire. Claudio realizó ocho cuadros monumentales, en dos grupos: cuatro de formato longitudinal (1635-38: Paisaje con las tentaciones de San Antonio, Paisaje con San Onofre, Paisaje con Santa María de Cervelló y un cuarto desconocido) y cuatro de formato vertical (1639-41: Paisaje con Tobías y el Arcángel Rafael, Paisaje con el embarque en Ostia de Santa Paula Romana, Paisaje con Moisés salvado de las aguas del Nilo y Paisaje con el entierro de Santa Serapia). La primera serie estaba dedicada a anacoretas, debido a la presencia de numerosas ermitas en la zona del Buen Retiro, y la segunda al Antiguo Testamento e Historias de los Santos, iconografía elegida por el conde-duque de Olivares.
El intermediario entre el rey y el artista fue probablemente Giovanni Battista Crescenzi, un aristócrata romano establecido en Madrid en 1617 y que en 1630 fue nombrado «superintendente de edificios y jardines», cargo desde el que fue uno de los responsables de la construcción del palacio del Buen Retiro (1631-1637), por lo que fue nombrado marqués de la Torre. Crescenzi conocía a Claudio de cuando este pintó unos frescos para el palacio de su familia en Roma, hacia 1627, en colaboración con Pomarancio.
Este cuadro formaba pareja (pendant) con Paisaje con las tentaciones de San Antonio. De la colección real pasó al Museo del Prado de Madrid hacia 1828, donde se expone actualmente (nº de catálogo P02259).

## Descripción
Las obras para el palacio del Buen Retiro suponen el inicio de una etapa de madurez en la producción del artista. En pocos años Claudio se convirtió en uno de los más famosos paisajistas de Europa, honrado por soberanos como Urbano VIII y Felipe IV: las obras pintadas para el monarca español son las más monumentales realizadas por el artista hasta el momento y su concepción solemne y majestuosa marca el punto álgido en la producción del artista.
Se trata de una escena religiosa que representa a santa María de Cervelló, cofundadora de la rama femenina de la Orden mercedaria, en actitud orante en medio de un bosque. La identificación de la figura de la santa ha sido dudosa en la historia de este cuadro: en el catálogo publicado por Marcel Röthlisberger y Doretta Cecchi en 1982 figura como Paisaje con la Magdalena penitente; en cambio, estudios más modernos han identificado el hábito de la religiosa como perteneciente a la Orden mercedaria, por lo que se la ha identificado como María de Cervelló, fundadora de la orden, aunque también se ha especulado con que pudiese ser la beata Mariana de Jesús.
La santa aparece orando en un bosque como si fuese una ermitaña, aunque María de Cervelló vivió siempre en Barcelona, dedicada al cuidado de pobres y enfermos en prisiones y hospitales. Aparece en primer término en la parte inferior del cuadro, iluminada por un rayo de luz que entra por un claro del bosque. En los lados derecho e izquierdo una exuberante vegetación cubre los laterales del lienzo, mientras que la parte central se abre a un paisaje montañoso en lontananza y un cielo surcado por algunas nubes, cuya luz evoca el amanecer. En el fondo se ven algunos ciervos correteando en el bosque, tras los que se aprecia un río atravesado por un puente y algunas edificaciones.
Claudio realizó algunos dibujos preparatorios para este cuadro, que se conservan en el British Museum de Londres y en la Biblioteca Albertina de Viena.